# Kırklareli (provincie)
Kırklareli is een provincie in het noordwesten van Turkije, aan de westkust van de Zwarte Zee. De provincie grenst aan Bulgarije in het noorden aan de oblast Boergas. Verder grenst zij aan de Turkse provincies Edirne in het westen, Tekirdağ in het zuiden en Istanbul in het zuidoosten. De provincie heeft een oppervlakte van 6550 km² groot en heeft 333.256 inwoners (2007).
De hoofdstad is het gelijknamige Kırklareli.

## Bestuurlijke indeling

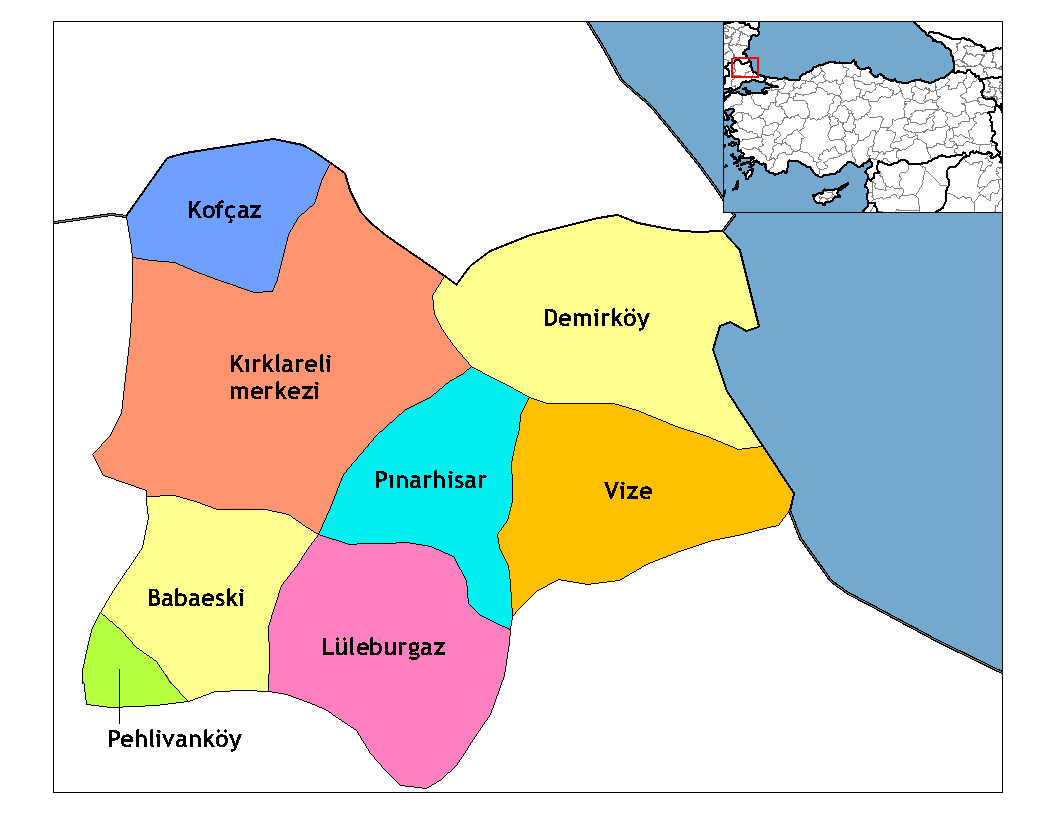
Districten van Kırklareli

### Districten
De provincie bestaat uit de volgende acht districten:
| - Babaeski - Demirköy - Kırklareli - Kofçaz | - Lüleburgaz - Pehlivanköy - Pınarhisar - Vize |